# Energía marina
La energía marina o energía de los mares (también denominada a veces energía de los océanos o energía oceánica) se refiere a la energía renovable transportada por las olas del mar, las mareas, la salinidad y las diferencias de temperatura del océano. El movimiento del agua en los océanos del mundo crea un vasto almacén de energía cinética o energía en movimiento. Esta energía se puede aprovechar para generar electricidad que alimente las casas, el transporte y la industria.
El término energía marina abarca tanto la energía de las olas —la energía de las olas de superficie y la energía mareomotriz— obtenida a partir de la energía cinética de grandes cuerpos de agua en movimiento. La energía eólica suele confundirse como una forma de energía marina, pero en realidad es derivada de la del viento, aunque los aerogeneradores se coloquen sobre el agua.
Los océanos tienen una enorme cantidad de energía y están muy cerca de la mayoría de las concentraciones de población. Bastantes investigaciones muestran que la energía oceánica tiene el potencial de proporcionar una cantidad sustancial de nuevas energías renovables en todo el mundo.
Una de las principales ventajas de la energía marina respecto a otras energías renovables es que es predecible y está presente las 24 horas del día los 365 días del año. Es decir, no depende del día o la noche, como es el caso de la energía solar o de la existencia de viento como la energía eólica.
Las mareas dependen principalmente de la rotación de la Tierra y el movimiento del Sol y la Luna. Es por ello que las corrientes de marea están presentes todo el tiempo y son muy predecibles. Asimismo, el oleaje también se encuentra mayormente presente en todas las costas del mundo y su ubicuidad es una de las grandes ventajas de la energía de olas: donde hay una costa, existe la posibilidad de obtener energía eléctrica o agua presurizada aprovechando la energía del oleaje.

## Potencial de la energía de los océanos
El potencial teórico es varias veces mayor a la demanda mundial de electricidad en la actualidad, y equivalente a 4-18 millones de tep.
| Capacidad (GW) | Generación anual. (TW·h) | Forma                             |
| -------------- | ------------------------ | --------------------------------- |
| 5000           | 50 000                   | Energía de las corrientes marinas |
| 20             | 2000                     | Energía osmótica                  |
| 1000           | 10 000                   | Energía termal oceánica           |
| 1000-9000      | 8000-80 000              | Energía de las olas               |
| 60-106         | 500-106                  | Energía de las mareas             |

## Formas de energía de los océanos
Los océanos son una fuente amplia y en gran medida sin utilizar, de la energía en forma de ondas de superficie, flujo de corrientes, gradientes de salinidad, térmica y mareomotriz. 

### Energía de las corrientes
Es la energía obtenida de las corrientes oceánicas.

### Energía osmótica
Es la energía de los gradientes de salinidad.

### Energía térmica oceánica
Es la energía de las diferencias de temperatura a diferentes profundidades.

### Energía mareomotriz
Es la energía de las masas de agua en movimiento - una forma popular de generación de energía hidroeléctrica. La generación de energía mareomotriz se compone de tres formas principales, a saber: la energía mareomotriz, la energía de barrera de mareas y la energía de las mareas dinámicas.

### Energía olamotriz
Es la energía de las olas superficiales.